# Salinas (La Malahá)
Las Salinas de La Malahá en dicho municipio de la provincia de Granada, son una acumulación natural de sal, que abastecidas por el río Salado se explotan desde la época de dominación romana. Esta zona tiene una gran importancia en la población, ya que incluso da nombre al mismo municipio ya que este proviene del árabe al-Malaha, que significa Alquería de la Sal. Hechas en tiempo de los musulmanes, ya que querían aprovechar estas tierras, además de que tienen muy buena situación para recibir el sol directamente. Estas edificaciones dan nombre a un barrio del pueblo Las Salinas. Actualmente producen gran cantidad de sal para toda la comunidad.
Fue localizada una inscripción honorífica, sobre pedestal de estatua, en 1906, por debajo del pueblo, posiblemente llevada allí desde Pinos Puente. Está dedicada al emperador Cómodo por los decuriores de Ilurco y se puede fechar entre el 176 y el 192 d. C.
- Datos: Q27031477